# Mechy (Tatry)
Mechy (1662 m n.p.m.) – przełęcz w północno-wschodniej grani Kasprowego Wierchu w polskich Tatrach Zachodnich. Znajduje się pomiędzy Małym Uhrociem Kasprowym (1750 m) a Kopą Magury (1704 m). Wschodnie zbocza opadają w stronę Hali Gąsienicowej, zachodnie do Starych Szałasisk – wschodniej gałęzi Doliny Kasprowej. Jest to szeroka przełęcz. Znajduje się na niej niewielka polanka, otoczona ze wszystkich stron przez zarośla kosodrzewiny.
Na przełęcz łatwo można wejść zarówno z Doliny Kasprowej, jak i Gąsienicowej. Nie prowadzą tu jednak żadne szlaki turystyczne, atrakcyjność widokowa jest też niewielka.